# Trofeo Ponente in Rosa
Le Trofeo Ponente in Rosa est une course cycliste féminine par étapes disputée en Italie. Créé en 2022, il fait partie du calendrier de l'Union cycliste internationale en catégorie 2.2. 
La course par étapes a lieu pour la première fois en 2022 en tant que course du calendrier national. La course est inscrite au calendrier des courses UCI depuis 2023 et est classée dans la catégorie 2.2. Le parcours traverse plusieurs tronçons à travers la Riviera di Ponente dans la région de Ligurie.
La première édition internationale en 2023 est remportée par la championne olympique suisse de VTT Jolanda Neff. L'édition 2025 est annulée au dernier moment en raison de difficultés financières.

## Palmarès
| Année | Vainqueur        | Deuxième         | Troisième        |                  |
| ----- | ---------------- | ---------------- | ---------------- | ---------------- |
| 2022  | Nadia Quagliotto | Silvia Zanardi   | Matilde Vitillo  |                  |
| 2023  | Jolanda Neff     | Yanina Kuskova   | Sina Frei        |                  |
| 2024  | Kim Cadzow       | Kristen Faulkner | Clara Emond      |                  |
| 2025  | annulé/abandonné | annulé/abandonné | annulé/abandonné | annulé/abandonné |